# Aichi E10A
Aichi E10A je bio japanski hidroavion za noćna izviđanja i osmatranja. Samo je 15 primjeraka proizvedeno za Japansku carsku mornaricu i isti su bili u službi od 1936. do 1941. godine i povučeni su prije napada na Pearl Harbor.

## Dizajn i razvoj
1934. godine Japanska mornarica je izdala nalog za novim hidroavionom koji bi izvidničke zadatke obavljao noću. U izradu se se uključile tvrtke Aichi i Kawanishi.
Aichi-jev zrakoplov pod oznakom AB-12, je bio potpuno metalni hidroavion s jednim motorom. Dizajn je omogućavao da posada koju su činila 3 člana ima dovoljno prostora u kabini. Bio je pogonjen motorom „Aichi Type 91“ s vodenim hlađenjem s četverokrakim drvenim propelerom.
Prvi prototip je poletio u prosincu 1934. godine i nakon svih obavljenih testiranja se pokazalo da ima bolju stabilnost od konkurentskog Kawanishi E10K, te je ušao u proizvodnju.

## Operativna uporaba
„AB-12“ je uveden u službu Japanske carske mornarice u kolovozu 1936. godine, pod oznakom E10A. Proizvedeno je 15 zrakoplova koji su ostali u službi do 1941. godine, te su povučeni prije japanskog napada na Pearl Harbor.  Usprkos tome što nije sudjelovao u sukobima, saveznici su mu dodijelili naziv Hank.

## Korisnici
- Japan

## Tehničke karakteristike (E10A)
Izvori podataka: Japanese Aircraft 1910-1941
Osnovne karakteristike
- posada: 3
- dužina: 11,22m
- raspon krila: 15,50 m
- površina krila: 52,10 m2
- visina: 4,50 m

Letne karakteristike
- najveća brzina: 206 km/h
- ekonomska brzina: 106 km/h
- dolet: 1.852 km
- najveća visina leta: 4.120 m
- motor: 1x Aichi Type 91
  - propeler: 1

Naoružanje
- naoružanje: 1 × 7,7 mm strojnica u nosu zrakoplova.

## Vanjske poveznice
- Aviastar
- Aichi E10A